# Skørdrup
Skørdrup (dansk) eller Schörderup (tysk) er en landsby beliggende nordvest for købstaden Kappel i Angel i det østlige Sydslesvig. Administrativt hører landsbyen under Stoltebøl kommune i Slesvig-Flensborg kreds i den nordtyske delstat Slesvig-Holsten. I kirkelig henseende hører Skørderup under Tøstrup Sogn. Sognet lå dels under Slis Herred (Gottorp Amt) og dels under Kappel Herred, da Slesvig var dansk indtil 1864.
Skødrup er allerede nævnt i Valdemar-jordebogen i 1231 som Skyræthorp. Forleddet er måske afledt af oldnordisk skýra (bestemme, erklære), hvorved forstås en slags bestimmingsmand i et lag eller en foged. Skørdrup kan derved betyde Skyremandens by. Ifølge en anden fortolkning henføres navnet til den forbiløbende å og sammenføre det med det norske elvenavn Skyra, her betydning indsnit, kløft (sml. oln. skor). Højeste punkt i Skørdrup er med 38 meter den syd for landsbyen ved Levshøj beliggende Møllebjerg. Her stod allerede i senmiddelanderen en vindmølle. En tidligere stubmølle blev i 1807 erstattet af en hollændermølle, som dog endelig i 1964 blev nedbrudt. Øst for Skørdrup løber Ørsbjerg grav gennem Gråkær-engen og munder efter få km i Grimsåen.
Landsbyen var i kongens eje, inden den kom under Runtoft gods i 1397. I 1460 nævnes otte gårde i Skørdrup. 1871 kom landsbyen under Gulde, 1970 under Stoltebøl.
I omegnen ligger Gulde og Skræpperyd (i sydvest), Drølt gods (i sydøst), Stangled (i nord) og kommunebyen Stoltebøl i øst